# Dražgoše
Dražgoše – wieś w Słowenii, w gminie Železniki. W 2018 roku liczyła 323 mieszkańców.